# أندريه ماتسون
أندريه ماتسون هو لاعب هوكي الجليد سويدي، ولد في 11 أغسطس 1980 في بورت أو برانس في هايتي.